# Brilliance BS6
O Zhonghua Zunchi (中华尊驰), na Europa vendido como Brilliance BS6, é um sedã chinês produzido pela Jinbei Automotive Company Ltd., em Shenyang/Liaoning, na China.

## Segurança
O veículo teve desempenho medíocre nos testes de colisão realizados pela ADAC, sob normas da EuroNCAP. Alcançou a pontuação de apenas uma estrela em um total de cinco, devido à severa deformação da carroceria. Os resultados mostram que a probabilidade de sobrevivência em colisões frontais acima de 60 km/h é remota.

## Motores
O BS6 tem opções de 2 e 2,4 litros a gasolina, ambos motores de quatro cilindros.